# 苏朗 (阿列日省)
苏朗（法語：Soulan，法語發音：[sulɑ̃]）是法国阿列日省的一个市镇，位于该省西部，属于圣日龙区。

## 地理
苏朗（42°54'48"N, 1°13'59"E）面积23.76 平方千米，位于法国奧克西塔尼大區阿列日省，该省份为法国西南部内陆省份，西部和北部与上加龙省接壤，东临奥德省，东南至东比利牛斯省接壤，南与安道尔和西班牙接壤。
与苏朗接壤的市镇（或旧市镇、城区）包括：阿勒、比耶尔特、埃尔塞、埃尔普、乌斯特、里韦尔内尔、苏埃克斯-罗加勒。

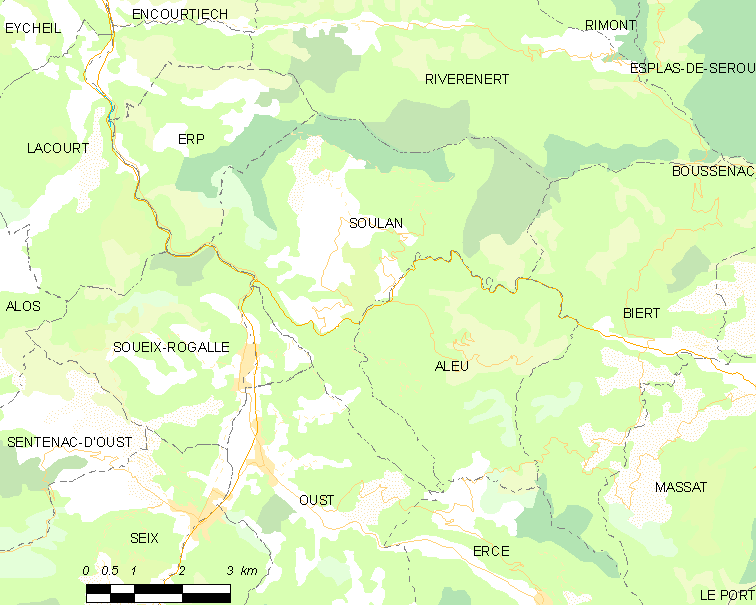
的OSM定位图

苏朗的时区为UTC+01:00、UTC+02:00（夏令时）。

## 行政
苏朗的邮政编码为09320，INSEE市镇编码为09301。

## 政治
苏朗所属的省级选区为库斯朗东县。

## 人口

1962-2008年间人口变化图示

苏朗于2022年1月1日时的人口数量为391人。